# Wilhelm von Thümen
Wilhelm Hermann Heinrich von Thümen (né le 25 juillet 1792 à Heilsberg et mort le 3 avril 1856 à Mayence) est un lieutenant général prussien, commandant de la ville de Berlin et commissaire fédéral dans la première guerre de Schleswig.

## Biographie

### Origine
Wilhelm est issu de l'ancienne famille noble Thümen du Brandebourg. Il est le fils du Generalleutnant prussien August von Thümen (1757-1826), chevalier de l'ordre Pour le Mérite, et de son épouse Karoline, née Fischer (1762-1856). Le roi Frédéric-Guillaume II est son parrain.

### Carrière militaire
Thümen est d'abord éduqué par ses parents à Memel et à partir de 1805, il a fréquenté le lycée berlinois du monastère franciscain. Le 1er janvier 1806, il est engagé comme caporal privé dans le 1er régiment d'infanterie "von Kunheim" de l'armée prussienne. Après la défaite de la Prusse et la dissolution du régiment la même année, Thümen se retire du service militaire, continue à étudier à l'école et, à partir de 1811, à l'université de Breslau. Thümen est engagé le 19 février 1813 en tant que fusilier dans le 1er régiment à pied de la Garde et est promu sous-lieutenant à la mi-mai 1813. Il participe aux batailles de Lützen, Dresde et Leipzig et reçoit la croix de fer de 2e classe pour son travail dans la bataille de Bautzen. En 1814, il tombe malade en France et ne peut donc continuer à participer à la campagne.
Le 25 février 1818, Thümen est promu premier lieutenant et, en raison de ses excellentes connaissances en français, il est commandé en Russie la même année. Accompagné de deux cornistes, il passe quatre mois à Saint-Pétersbourg afin d'introduire les signaux de cor prussiens auprès de l'armée russe. En 1820, il accompagne Charlotte, fille du roi et épouse du tsar Nicolas Ier, à Bad Ems. À son retour, il est promu capitaine le 1er septembre 1821 et devient en même temps adjudant d'aile auprès du roi Frédéric-Guillaume III. En 1822, il accompagne le roi en Italie pour le congrès de Vérone. En 1826, il accompagne le prince Charles aux célébrations du couronnement à Saint-Pétersbourg. Le 25 septembre 1826, il est décoré de l'Ordre de Sainte-Anne de 2e classe avec brillants. Le 25 février 1828, il devient major et le 30 mars 1829, il est nommé commandant de la compagnie des sous-officiers. À la mi-janvier 1830, Thümen reçoit l'Ordre de Saint-Jean (de), est de nouveau envoyé en Russie et, en 1834, assiste à l'inauguration du monument à Alexandre Ier.
À son retour, il est nommé le 30 octobre 1834 commandant du commandement de la réserve de la gendarmerie de la Garde (plus tard: Gendarmerie du Corps). Le 30 septembre 1835, il reçoit l'Ordre de Saint-Vladimir de 3e classe et le 9 février 1838 également la croix de service. Fin mars 1840, Thümen a atteint le grade de colonel et, tout en conservant son poste d'adjudant d'aile, il est commandé le 22 avril 1840 pour servir dans le 2e régiment à pied de la Garde. Du 7 septembre 1840 au 14 décembre 1841, il commande le 1er régiment de grenadiers de la Garde. Le 30 mars 1844 Thümen devient commandant du 12e régiment de grenadiers. Le 22 mars 1845, ce commandement fut suivi d'une affectation en tant que commandant de la 10e brigade d'infanterie à Posen. Lors des émeutes du 3 mars 1846, il met en fuite les insurgés le 3 mars 1846 et s'empare de nombreuses armes. Le 31 mars 1846, il est promu au rang de major général.
Le 9 mars 1848, il est nommé commandant de la 5e brigade d'infanterie à Francfort-sur-l'Oder et, en mai 1848, à l'occasion de l'insurrection de Grande-Pologne, il est mis à la disposition du lieutenant-général von Colomb. Celui-ci l'envoie avec un détachement à Gostyń. Lors de la révolution de mars 1848, Thümen succède au général d'infanterie Wilhelm von Ditfurth en tant que commandant de la ville de Berlin,. Il participe à l'attaque de la barricade de la Leipziger Straße. Le 20 mars 1850, il est nommé commandant de la 9e division d'infanterie et est en même temps jusqu'en 19 novembre 1850 également commandant de la forteresse de Glogau. Du 2 février 1851 au 1er mars 1852, il est commissaire fédéral prussien et commande à ce titre, avec son collègue autrichien, le général de division, le comte Alexander von Mensdorff-Pouilly (1813-1871), il commande en 1850 les troupes d'intervention prussiennes-autrichiennes de la Confédération dans la première guerre de Schleswig.
Du 4 novembre 1851 au 9 février 1852, Thümen commande la 11e division d'infanterie puis au même titre à la 6e division d'infanterie à Brandebourg-sur-la-Havel. À ce poste, il reçoit en décembre 1852 l'Ordre de Sainte-Anne de 1re classe avec diamants, fin février 1852 la Grand-Croix de l'Ordre de Dannebrog et en janvier 1854 à l'occasion de la fête de l'Ordre l'ordre de l'Aigle rouge de 1re classe avec feuilles de chêne. Le 14 septembre 1854, il est nommé vice-gouverneur de Mayence, jusqu'à ce que Thümen soit mis à disposition avec pension le 26 mars 1856.
Thümen est seigneur des deux domaines de son père, Caputh et Neu-Langerwisch, tous deux situés dans l'actuel arrondissement de Potsdam-Mittelmark. Il est également chevalier de l'ordre de Saint-Jean.
Il est mort le 3 avril 1856 à Mayence et est enterré le 12 avril 1856 dans le cimetière de l'église du village de Caputh (de). Après avoir été laissée à l'abandon ou dévastée au cours des décennies précédentes, sa tombe, ainsi que celles de son père et de son épouse, ont pu être réhabilitées en 2002 à l'initiative de deux petites-filles.

### Famille
Thümen se marie le 13 avril 1822 à Berlin avec Philippine von Zschock (de) (1801-1872), fille du comptable secret prussien Johann Gottlieb von Zschock et de Pauline Gürpen. De ce mariage naît quatre enfants :
- Pauline Hermine Luise Marie (née en 1823) mariée en 1853 avec Ernst von Willich (mort en 1892), seigneur de Gorzyn et Neu-Görtzig
- Marie (1824–1899) mariée en 1865 avec Albert von Sellin (mort en 1870), major prussien, tué près de Vionville
- Heinrich Hermann (1826–1883), colonel impérial russe marié avec Adeladide Paulowna von Rabalow
- Hans August (1829–1908), seigneur et héritier des deux domaines paternels, marié en 1897 avec Anna Eckert (née en 1856), veuve Depener